# Harvey Ridge
Harvey Ridge ist ein Gebirgskamm mit nordsüdlicher Ausrichtung im ostantarktischen Mac-Robertson-Land. In der Aramis Range der Prince Charles Mountains ragt er 3 km östlich des Husky-Massivs auf.
Vermessungen und Luftaufnahmen der Australian National Antarctic Research Expeditions dienten seiner Kartierung. Das Antarctic Names Committee of Australia benannte ihn nach Sidney T. Harvey, leitender Elektrotechniker auf der Wilkes-Station im Jahr 1965.